# André Hahn
André Hahn (Otterndorf, 13 augustus 1990) is een Duits voetballer die doorgaans als vleugelspeler speelt. Hij verruilde Hamburger SV in juli 2018 voor FC Augsburg. Hahn debuteerde in 2014 in het Duits voetbalelftal.

## Clubcarrière
Hahn speelde in de jeugd bij TSV Otterndorf, LTS Bremerhaven, Rot-Weiss Cuxhaven en FC Bremerhaven. Hij speelde twee seizoenen voor het amateurelftal van  Hamburger SV. Daarna speelde hij kort voor FC Oberneuland en TuS Koblenz. Nadat TuS Koblenz degradeerde uit de 3. Liga door financiële malaise, tekende hij bij Kickers Offenbach. Daar speelde hij in anderhalf seizoen 42 competitiewedstrijden. In januari 2013 werd hij voor € 250.000 verkocht aan FC Augsburg, waar hij een contract tekende tot medio 2016. Hij debuteerde op 18 januari 2013 in de Bundesliga tegen Fortuna Düsseldorf. Op 27 september 2013 maakte hij zijn eerste doelpunt in de Bundesliga, tegen Borussia Mönchengladbach.

## Interlandcarrière
Hahn debuteerde op dinsdag 13 mei 2014 onder leiding van bondscoach Joachim Löw in het Duits voetbalelftal, in een oefeninterland tegen Polen (0–0), net als Christian Günter, Oliver Sorg, Shkodran Mustafi, Antonio Rüdiger, Sebastian Rudy, Christoph Kramer, Leon Goretzka, Max Meyer, Maximilian Arnold, Kevin Volland en Sebastian Jung.
1 Dahmen ·
2 Gumny ·
3 Pedersen ·
4 Oxford ·
5 Matsima ·
6 Gouweleeuw  ·
7 Kabadayı ·
8 Rexhbeçaj ·
9 Essende ·
10 Maier ·
11 Wolf ·
13 Giannoulis ·
15 Mounié ·
16 Zesiger ·
17 Jakić ·
19 Onyeka ·
20 Claude-Maurice ·
21 Tietz ·
22 Labrović ·
24 Jensen ·
31 Schlotterbeck ·
32 Framberger ·
36 Kömür ·
37 Berisha ·
44 Koudossou ·
47 Banks ·
Coach: Thorup